# تناجر الصيف
التناجر الصيفي (Piranga rubra)، هي طائر مغرد أمريكي متوسط الحجم. وُضعت سابقاً في فصيلة التناجر، ويتم تصنيفها الآن وأعضاء آخرين من جنسها في الفصيلة الكاردينالية. يتشابه ريش وأصوات الأعضاء الآخرين في الفصيلة الكاردينالية.
اسم جنس بيرانغا (Piranga) هو من الكلمة التيبية Tijepiranga، وهو اسم لطائر صغير غير معروف، وrubra من الكلمة اللاتينية ruber، التي تعني أحمر.
تتخد من المناطق المشجرة المفتوحة مواقعاً لتكاثرها، خاصة في أشجار البلوط، عبر جنوب الولايات المتحدة، وتمتد إلى أقصى الشمال مثل آيوا. هذه الطيور تُهاجر إلى المكسيك وأمريكا الوسطى وشمال أمريكا الجنوبية. هذا التناجر هو نوع نادر للغاية في أوروبا الغربية.
لدى البالغين لديهم مناقير مدببة بشدة ويبلغ قياسها 17 سم (6.7 بوصات) ووزنها 29 غم (1.0 أوقية). لون الذكور البالغين هو الأحمر وهي تتشابه في المظهر إلى مع تناجر الكبد، على الرغم من أن الأخير لديه منقار داكن. الإناث هي ذات لون برتقالي في الأجزاء السفلية وزيتوني في في الأعلى، مع أجنحة ازيتونية وذيل البني. كما هو الحال مع جميع الطيور الأخرى، تكتسب هذه الأنواع جميع الألوان الحمراء والبرتقالية من خلال نظامهم الغذائي.
وغالباً ما تكون هذه الطيور بعيدة عن الأعين، وتتغذى بكثرة على الأشجار، وفي بعض الأحيان تحلق للقبض على الحشرات أثناء الطيران. وهم يأكلون بشكل رئيسي الحشرات، خاصة النحل والزنابير والتوت. تُعتبر فاكهة سيمبوبيتالوم مايانوم طعاماً محبوباً لديه بشكل خاص في فصول الشتاء، وتتغذى هذه الطيور في موطن يغيره الإنسان. وبالتالي، يمكن زرع هذه الأشجار لتُغريهم وتقودهم إلى المناطق السكنية، وقد تنجذب إلى مغذيات الطيور. يبني التناجر الصيفي عشّه الكأسي على فرع شجرة أفقي.

## وصلات خارجية
- Summer tanager bird sound from the Florida Museum of Natural History
- "وسائط عن the summer tanager". إنترنت بيرد كوليكشن.
- معرض الصور عن Summer tanager على فيريو (جامعة دركسل)

- خريطة تفاعلية لنطاق انتشار Piranga rubra على IUCN Red List maps